# Esquí acrobàtic als Jocs Olímpics d'hivern de 2010
Als Jocs Olímpics d'Hivern de 2010 celebrats a la ciutat de Vancouver (Canadà) es disputaren sis proves d'esquí acrobàtic, tres en categoria masculina i tres més en categoria femenina en la modalitat de bamps, salts acrobàtics i camp a través, aquesta última debutant en els Jocs.
La competició se celebrà entre els dies 13 i 25 de febrer de 2010 a les instal·lacions de Cypress Mountain.

## Comitès participants
Hi participaren un total de 173 esquiadors, entre ells 88 homes i 85 dones, de 27 comitès nacionals diferents.
| CONs            | Bamps homes | Bamps dones | Salts homes | Salts dones | Camp a través homes | Camp a través dones | Total (homes + dones) |
| --------------- | ----------- | ----------- | ----------- | ----------- | ------------------- | ------------------- | --------------------- |
| Alemanya        | 0           | 0           | 0           | 0           | 2                   | 3                   | 5 (2 + 3)             |
| Austràlia       | 2           | 1           | 1           | 4           | 1                   | 2                   | 11 (4 + 7)            |
| Àustria         | 0           | 1           | 0           | 0           | 4                   | 4                   | 9 (4 + 5)             |
| Belarús         | 0           | 0           | 4           | 2           | 0                   | 0                   | 6 (4 + 2)             |
| Canadà          | 4           | 3           | 3           | 1           | 3                   | 4                   | 18 (10 + 8)           |
| Corea del Sud   | 0           | 1           | 0           | 0           | 0                   | 0                   | 1 (0 + 1)             |
| Dinamarca       | 0           | 0           | 0           | 0           | 0                   | 1                   | 1 (0 + 1)             |
| Eslovènia       | 0           | 1           | 0           | 0           | 1                   | 1                   | 3 (1 + 2)             |
| Espanya         | 0           | 0           | 0           | 0           | 0                   | 1                   | 1 (0 + 1)             |
| Estats Units    | 4           | 4           | 4           | 4           | 2                   | 0                   | 18 (10 + 8)           |
| Finlàndia       | 3           | 0           | 0           | 0           | 1                   | 0                   | 4 (4 + 0)             |
| França          | 4           | 0           | 0           | 0           | 4                   | 3                   | 11 (8 + 3)            |
| Itàlia          | 0           | 1           | 0           | 0           | 0                   | 0                   | 1 (0 + 1)             |
| Jamaica         | 0           | 0           | 0           | 0           | 1                   | 0                   | 1 (1 + 0)             |
| Japó            | 4           | 4           | 0           | 0           | 1                   | 1                   | 10 (5 + 5)            |
| Kazakhstan      | 2           | 3           | 0           | 1           | 0                   | 0                   | 5 (2 + 6)             |
| Nova Zelanda    | 0           | 0           | 0           | 0           | 0                   | 1                   | 1 (0 + 1)             |
| Noruega         | 0           | 0           | 0           | 0           | 2                   | 4                   | 6 (2 + 4)             |
| Polònia         | 0           | 0           | 0           | 0           | 0                   | 1                   | 1 (0 + 1)             |
| Regne Unit      | 0           | 1           | 0           | 1           | 0                   | 1                   | 3 (0 + 3)             |
| Txèquia         | 1           | 3           | 0           | 1           | 2                   | 0                   | 7 (3 + 4)             |
| Romania         | 0           | 0           | 0           | 0           | 0                   | 1                   | 1 (0 + 1)             |
| Rússia          | 4           | 4           | 2           | 0           | 1                   | 1                   | 12 (7 + 5)            |
| Suècia          | 2           | 0           | 0           | 0           | 4                   | 2                   | 8 (6 + 2)             |
| Suïssa          | 0           | 0           | 4           | 2           | 4                   | 4                   | 14 (8 + 6)            |
| Ucraïna         | 0           | 0           | 3           | 3           | 0                   | 0                   | 6 (3 + 3)             |
| R.P. de la Xina | 0           | 0           | 4           | 4           | 0                   | 0                   | 8 (4 + 4)             |
|                 | 30          | 27          | 25          | 23          | 33                  | 35                  | 173                   |

## Resum de medalles

### Categoria masculina
| Prova                    | Or                 | Argent          | Bronze         |
| Bamps Detalls            | Alexandre Bilodeau | Dale Begg-Smith | Bryon Wilson   |
| Salts acrobàtics Detalls | Alexei Grishin     | Jeret Peterson  | Liu Zhongqing  |
| Camp a través Detalls    | Michael Schmid     | Andreas Matt    | Audun Grønvold |

### Categoria femenina
| Prova                    | Or              | Argent         | Bronze           |
| Bamps Detalls            | Hannah Kearney  | Jennifer Heil  | Shannon Bahrke   |
| Salts acrobàtics Detalls | Lydia Lassila   | Li Nina        | Guo Xinxin       |
| Camp a través Detalls    | Ashleigh McIvor | Hedda Berntsen | Marion Josserand |

## Medaller
| Posició | País            | Or | Argent | Bronze | Total |
| 1       | Canadà          | 2  | 1      | 0      | 3     |
| 2       | Estats Units    | 1  | 1      | 2      | 4     |
| 3       | Austràlia       | 1  | 1      | 0      | 2     |
| 4       | Belarús         | 1  | 0      | 0      | 1     |
| 4       | Suïssa          | 1  | 0      | 0      | 1     |
| 6       | R.P. de la Xina | 0  | 1      | 2      | 3     |
| 7       | Noruega         | 0  | 1      | 1      | 2     |
| 8       | Àustria         | 0  | 1      | 0      | 1     |
| 9       | França          | 0  | 0      | 1      | 1     |
|         |                 |    |        |        |       |
| Total   | Total           | 6  | 6      | 6      | 18    |